# منوچهر آزمون
منوچهر آزمون (زاده ۷ مهرماه ۱۳۰۹ در تهران – درگذشته ۲۰ فروردین ۱۳۵۸ در تهران) نماینده دوره بیست و چهارم مجلس شورای ملی، وزیر کار و امور اجتماعی کابینه هویدا، استاندار فارس در کابینه جمشید آموزگار و پس از آن وزیر مشاور در امور اجرایی در کابینه شریف امامی بود. وی در فروردین ماه سال ۱۳۵۸ اعدام شد. وی فارغ‌التحصیل دکتری رشته اقتصاد سیاسی و علوم اجتماعی از دانشگاه «کلن» آلمان بود.

## خانواده و تحصیلات
منوچهر آزمون نوه دختری عبدالنبی نوری یا بقولی نوه دختری فضل‌الله نوری بود. پس از پایان تحصیل در دبستان‌های خرد و نشاط و دبیرستان‌های رازی و دارایی برای قبولی در آزمون اعزام به خارج جهت ادامه تحصیل روانه آلمان شد و مدتی در آلمان غربی تحصیل کرد و در پی آن به آلمان شرقی رفت و در آن جا دکترای اقتصاد گرفت. او همچنین دوره‌های تخصصی فلسفه مارکسیستی و اصول سازمانی احزاب کمونیست را نیز در دانشکده کارل مارکس در آلمان شرقی که مخصوص احزاب کمونیست بود، گذراند. او همچنین دوره‌های تخصصی در علوم سیاسی را نیز به پایان رساند و پس از اتمام تحصیلات به آلمان غربی بازگشت و حدود یکسال به تحقیق در فلسفه مارکسیسم-لنینیسم و اصول اقتصاد سوسیالیستی پرداخت و سپس دوره‌های آموزش اطلاعات و مطبوعات را در مونیخ گذراند.

## فعالیتهای سیاسی
آزمون به هنگام تحصیل در آلمان‌غربی تدریجاً از مخالفان رژیم سلطنتی ایران شد و به حزب توده ایران پیوسته و به عنوان نماینده دانشجویان حزبی فعالیت می‌کرد. او در تظاهرات بر ضد شاه و در مسافرت‌ها در آلمان حضوری مؤثر داشت.

## همکاری و عضویت درساواک
آزمون از مهر ماه ۱۳۳۶/ اکتبر ۱۹۵۷، یعنی یک ماه پس از بازگشتش از لایپزیک به همکاری با ساواک پرداخت و نامش در ایستگاه ساواک در آلمان غربی، با نام مستعار «خوش نقش» ثبت شد.
منوچهر آزمون پس از برگشت به ایران در سال ۱۳۳۷، کارمند رسمی ساواک شد. وی طی سالهای ۱۳۳۶ تا۱۳۴۰ در کشورهای مختلف مشغول به کار بوده و در این سال مجدداً به ایران بازگشته و در اداره کل هفتم ساواک (بررسی اطلاعات خارجی) منصوب شد.

## فعالیت در تلویزیون ملی ایران
او در سال ۱۳۴۶ به عنوان معاون سیاسی سازمان رادیو تلویزیون ملی ایران انتخاب شد. سپس، سال ۱۳۴۷ مدیرکل خبرگزاری پارس و پس از آن معاون فنی وزارت اطلاعات و جهانگردی گردید. با این انتصاب منوچهر آزمون از ساواک به این وزارتخانه انتقال یافت و در سال ۱۳۵۰ در پستهای معاونت امور اجتماعی وزارت کشور، معاونت نخست‌وزیری و سرپرست سازمان اوقاف خدمت نمود. او در این سمت سازمان حج را از وزرات کشور جدا کرده و به اوقاف اضافه کرد.

## فعالیتهای حزبی و نمایندگی مجلس
آزمون، مدتی مسئولیت تبلیغات حزب ایران نوین را عهده‌دار بود و پس از تشکیل حزب واحد رستاخیر به دستور شاه به عضویت هیئت اجرایی حزب رستاخیز انتخاب شد و به عنوان مسئول جناح پیشرو این حزب درآمد. او سال ۱۳۵۴ و در اولین انتخابات تک حزبی به عنوان نفر اول انتخابات تهران به نمایندگی مجلس شورای ملی انتخاب شد.

## وزارت
در سال ۱۳۵۵ در آخرین ترمیم کابینه امیرعباس هویدا به سمت وزیر کار و امور اجتماعی معرفی گردید. بیش از یکسال از وزارت وی نگذشته بود که دولت هویدا سقوط کرد و در سال ۱۳۵۶ جمشید آموزگار به نخست‌وزیری رسید و آزمون در این کابینه به سمت استاندار فارس منصوب شد. سال بعد با اوج‌گیری حوادث انقلاب اسلامی در کابینه شریف امامی به عنوان وزیر مشاور در امور اجرایی به دولت راه یافت. با سقوط کابینه فوق از وزارت استعفا داد و اقدام به تأسیس حزب جدیدی به نام اتحاد خلق ایران نمود که عمر چند روزه آن حزب با بازداشت وی پایان یافت.
سال ۱۳۵۷ با روی کار آمدن دولت ازهاری، دولت وقت مبادرت به دستگیری عده‌ای از مقامهای مملکتی از جمله منوچهر آزمون نمود. آزمون پس از انقلاب ۱۳۵۷ و تشکیل دادگاه‌های انقلاب، محاکمه و محکوم به اعدام و همچنین مصادره اموال شد. در متن کیفرخواست دادستان انقلاب وی به فساد در ارض، حیف و میل عواید اوقاف و اموال وقفی، فعالیت در سانسور اخبار و … متهم گردید. آزمون در ۲۰ فروردین ۱۳۵۸ به دستور صادق خلخالی تیرباران شد.

## ازدواج و خانواده
منوچهر آزمون در ۱۳۳۶، یعنی در آستانه عزیمتش به آلمان غربی، با یک خانم آلمان شرقی متولد لایپزیگ به نام کارین هوف‌میستر ازدواج کرد و یک سال بعد، از او صاحب دختری به نام مریم یا (کار‌نلیا) شد. در پی بازگشت آزمون به ایران همسرش از او جدا و به زادگاهش بازگشت. آزمون در ایران در سال ۱۳۴۱ با خانم شهناز مستوفی ازدواج و با دو فرزند خود به نام‌های آزاده و نوشینه در شمال شهر تهران زندگی می‌کرد.

## سمت‌ها
- وزیر اوقاف
- وزیر مشاور امور اجرایی کابینه جعفر شریف‌امامی
- وزیر کار و امور اجتماعی کابینه امیرعباس هویدا
- نماینده دوره ۲۴ مجلس شورای ملی
- رئیس خبرگزاری پارس
- استاندار فارس